# Alphidia nigricornis
Alphidia nigricornis es un coleóptero de la familia Chrysomelidae.
Fue descrita científicamente por primera vez en 1902 por Léon Fairmaire.